# Гумена глава
„Гумена глава“ (на английски: Eraserhead) е сюрреалистичен телесен филм на ужасите, написан и режисиран от американския кинорежисьор Дейвид Линч. Заснет в черно-бяло, „Гумена глава“ е първият пълнометражен филм на Линч след поредица от късометражни творби. Филмът е продуциран със съдействието на Американския филмов институт (AFI) по време на престоя на режисьора там. С участието на Джак Нанс, Шарлот Стюарт, Джейн Бейтс, Джудит Ана Робъртс, Лорел Ниър, и Джак Фиск, филмът разказва историята на Хенри Спенсър (Нанс), който е оставен да се грижи за увреденото си дете на фона на изоставен индустриален пейзаж. През филма Спенсър е подложен на сънища или халюцинации с детето му и Жената в радиатора (Ниър).
Снимките на „Гумена глава“ отнемат няколко години, заради трудностите при финансирането на филма; дарения от Фиск и жена му Сиси Спейсик държат продукцията в течение. Филмът е заснет на няколко площадки, собственост на AFI в Калифорния, включително имението Грейстоун, както и в няколко изоставени склада, обитавани от Линч. Линч и звуковият дизайнер Алан Сплет прекарват година работейки по звука на филма, след като звукоизолират студиото си. Саундтракът на „Гумена глава“ включва музика на орган от Фетс Уолър, заедно с песента „В рая“, написана за филма от Питър Айвърс.
Първоначално привличайки малка публика и ограничен интерес, „Гумена глава“ набира популярност с няколко дълги поредици от нощни прожекции. От излизането си насам филмът се радва на позитивна критика. Сюрреалистичните образи и сексуалният подтекст са считани за ключови тематични елементи, а изпипаният звуков дизайн за технически връх. Тематичните анализи на филма също подчертават тези теми и наблягат на фатализма и неактивността на Спенсър. От 2004 г. филмът се пази в Националния филмов регистър, собственост на Библиотеката на Конгреса на Съединените щати.

## Продукция

### Пре-продукция
Сценаристът и режисьор Дейвид Линч първоначално следвал за кариера на художник, създавайки няколко късометражни филма, за да анимира картините си. Към 1970 г. обаче се обръща към киното и на 24-годишна възраст взема стипендия за Центъра по засилено филмово обучение на Американския филмов институт. Линч не харесвал курса и обмислял да се отпише, но си променил решението, когато получил възможността да продуцира написан от него сценарий. Било му разрешено да използва целия кампус на училището за снимачни площадки; той превърнал изоставените складове на училището в площадки и живял в тях. В допълнение към това, имението Грейстоун, също собственост на AFI, било използвано за много сцени.
Линч първоначално бил започнал работа върху сценарий, озаглавен „Градински гръб“, въз основа на негова картина на прегърбена фигура, от чийто гръб расте вегетация. „Градински гръб“ бил сюрреалистичен сценарий на тема изневяра, който включвал постепенно растящо насекомо, изобразяващо похотта, която един мъж изпитвал към съседката си. Сценарият щял да възпроизведе 45-минутен филм, което според AFI било твърде много за такъв фигуративен, нелинеен филм. На негово място Линч представил „Гумена глава“, който той разработил на база визията си за човешка глава, занесена във фабрика за моливи от малко момче. Няколко члена на борда на AFI били все пак против продуцирането на толкова сюрреалистичен филм, но били убедени, когато деканът Франк Даниел заплашил, че ще напусне, ако бъде наложено вето. Сценарият на Линч за „Гумена глава“ бил вдъхновен от литературата, която прочел като филмов студент; новелата „Метаморфозата“ на Франц Кафка (1915) и разказът „Носът“ на Николай Гогол (1836) силно вдъхновили сценария.
Смята се, че сценарият е вдъхновен и от страха на Линч да бъде баща; неговата дъщеря Дженифър била родена със „силно изкривени крака“, които наложили резки хирургични поправки като дете. Дженифър твърди, че нейното неочаквано зачеване и родилни дефекти били основата за темите на филма. Тонът на филма също е очертан от живота на Линч в проблемен квартал на Филаделфия. Линч и семейството живели пет години в атмосфера на „насилие, омраза и мръсотия“. Мястото било изпълнено с престъпления и вдъхновило бледия градски пейзаж на „Гумена глава“. Описвайки този период от живота си, Линч казва: „Видях толкова много неща във Филаделфия, които не можех да повярвам... видях възрастна жена да хваща гърдите си и да говори като бебе, оплаквайки се, че зърната я болят. Такива неща могат да те смажат.“ Филмовият критик Грег Олсън в книгата си „Дейвид Линч: Прекрасен мрак“ заявява, че този период от време контрастирал силно с детството на режисьора в Северозападния Пасифик, предоставяйки го с „двуполюсна, райско-адска визия на Америка“, която впоследствие оформила филмите му.
Кастингът на филма започнал през 1971 г. и Джак Нанс бързо бил избран за главната роля. Въпреки това настоятелството на AFI било подценило филма – те се съгласили да направят филма след като прочели сценарий от 21 страници, очаквайки, че пропорцията на филмовата индустрия за минута на страница ще съкрати филма до не повече от 20 минути. Това неразбиране, заедно с педантичната режисура на Линч, довело до това филмът да остане в продукция за редица години. Пример за това усложнение е сцена от филма, в чието начало героят на Нанс отваря вратата – влизането му в стаята е заснето цяла година по-късно. Нанс, въпреки това, бил решен да продуцира филма и запазил необичайната прическа на героя си за целия период от време.

### Снимачен процес
Поддържана от дарения от приятеля на Линч от детството Джак Фиск и жена му Сиси Спейсик, продукцията продължила няколко години. Допълнителни средства били предоставени от жената на Нанс Катрин И. Коулсън, която работила като сервитьорка и дарявала заплатата си, както и от самия Линч, който разнасял вестници по време на снимачния процес на филма. По време на един от многото периоди на застой, Линч успял да продуцира късометражния филм „Ампутираната“, възползвайки се от желанието на AFI да тества нова филмова лента преди закупуване на масови количества. Коулсън играла във филма и продължила да работи с Линч като техник по „Гумена глава“. Екипът на „Гумена глава“ бил много малък и се състоял от Линч, звуковия дизайнер Алан Сплет, оператора Хърб Кардуел, който напуснал продукцията и бил заменен от Фредерик Елмс, художника и реквизитор Дорийн Смол и Коулсън, която вършела всевъзможни работи.
Практическите ефекти, използвани за създаването на увреденото дете, са държани в тайна. Прожекционистът, работил по дневните копия на лентата, бил държан в неизвестност от Линч, за да не разкрива естеството на реквизита, а режисьорът отказва да обсъжда ефектите в интервюта. Реквизитът, който Нанс нарекъл „Спайк“, бил съставен от няколко работещи части; вратът, очите и устата можели да се движат поотделно. Линч намеква за реквизита, казвайки, че е бил „роден наблизо“ или „може би намерен“. Джон Патерсън от Гардиан спекулира, че реквизита вероятно е направен от одран заек или фетус на агне. Детето е предшественик на елементи в другите филми на Линч като грима на Джоузеф Мерик в „Човекът слон“ (1980) и пясъчните червеи в „Дюн“ (1984).
По време на продукцията Линч започнал да експериментира с техниката да записва диалог, изговорен фонетично наобратно, и да обръща полученото аудио. Въпреки че техниката не е използвана във филма, Линч се върнал към нея в „Епизод 2“, третия епизод на неговия телевизионен сериал „Туин Пийкс“ (1990). Линч също започнал да проявява интерес към Трансцендентална медитация, започвайки вегетарианска диета и отказвайки пушенето и консумацията на алкохол.

### Пост-продукция
Линч работил заедно с Алан Сплет по звуковия дизайн на филма. Двамата организирали и скалъпили звукоизолиращо платно за студиото си, където прекарали почти година създавайки и редактирайки звуковите ефекти на филма. Саундтракът е изпълнен с отделни слоеве и съдържа до 15 различни звукови ефекта, възпроизвеждани едновременно посредством различни ролки. Звуците били създадени по различни начини – за сцена, в която легло бавно потъва в басейн от течност, Линч и Сплет вкарали микрофон в пластмасова бутилка, потопили я във вана и записили звука от въздуха, издухван през бутилката. След като били записани, звуците били допълнително преработени чрез промени в тяхната височина, вибрация и честота.
След негативно приета тестова прожекция, в която според Линч саундтракът бил записан твърде силно, режисьорът изрязал 20 минути от лентата, съкращавайки дължината до 89 минути. Между изрязаните кадри са сцена, в която Коулсън играе медицинската сестра на новороденото, друга, в която мъж измъчва две жени, едната отново изиграна от Коулсън, с акумулатор, както и сцена, в която Спенсър играе с мъртва котка.